# Žumberački uskoci
Žumberački uskoci bili su skupina naseljenika na Žumberak koji su doselili migracijskim valovima uglavnom s područja koje su zauzeli Osmanlije u 16. stoljeću, a tek manjim dijelom iz Senja početkom 17. stoljeća. Djelovali su ponajviše tijekom 16. stoljeća, ali se njihova aktivnost kao krajišnika može pratiti sve do ukidanja Vojne krajine (1871.).

## Etimologija
Pojam uskoci dolazi od hrvatske riječi uskočiti, a odnosio se na starosjedioce raseljene pred osmanskom opasnošću, te prognanike i prebjege iz krajeva pod osmanskom vlašću koji su »uskočili« k posadama hrvatskih graničnih utvrda te s njima nastavili borbu protiv Osmanlija. Ovaj pojam je u doba protuosmanskih ratova bio u širokoj uporabi te se (uz pojam Hajduci) koristio za različite organizirane vojne skupine, između ostalih i za poznate senjske uskoke.

## Nastanak
S obzirom na brojna turska osvajanja, još u 15. stoljeću na ovim prostorima stvara se vojna krajina, prostor uz granicu s Osmanskim carstvom, koji je bio naseljen vojnicima, krajišnicima, kojima je glavni cilj bio obraniti se od Osmanlija. Prvi oblik takvog načina obrane može se vidjeti kad je hrvatsko-ugarski kralj Matija Korvin, po uzoru na turske kapetanije u Bosni stvorio Jajačku, Srebreničku i Šabačku banovinu. Nakon izbora kralja Ferdinanda I. Habsburškog za hrvatskog kralja 1527. on po uzoru na ovaj stariji oblik stvara novu vojnu krajinu koja se prostirala na područjima uz novu granicu s Osmanlijama (koja se promijenila zbog daljnjih njihovih osvajanja). Prostor koji je postao djelom vojne krajine, a nije bio uz samu granicu jest bilo upravo žumberačko gorje, koje se nalazilo na važnoj strateškoj poziciji jer je predstavljalo prirodnu prepreku na putu za Kranjsku, te je tako bilo važno taj prostor također iskoristiti za obranu. U prošlosti je ovaj kraj bio vrlo slabo naseljen, te su tako austrijske vlasti tamo odlučile naseliti novo, uskočko stanovništvo iz brojnih krajeva pogođenih osmanlijskim napadima. Ovakav oblik naseljavanja karakterističan je za cijelu vojnu krajinu jer ona zbog čestih osmanlijskih invazija bila opustošena.
Dolazak Uskoka na Žumberak neposredno je povezan s Turskim napredovanjem prema zapadu i osvajanjima u Bosni. Turski osvajači došli su na šire žumberačko područje iz Bosne 120 godina (prvi upad 1408. godine – Turci pljačkaju Žumberak i okolna mjesta Metliku i Črnomelj) prije negoli će prva veća skupina organiziranih ratnika naseliti Žumberak. Zbog čestih i iznimno teških pustošenja od strane Turaka na žumberačkom području tijekom cijelog 15. stoljeća na tom je području znatno smanjen broj stanovništva. U samo šezdeset godina prije doseljenja Uskoka zabilježeno je čak šesnaest velikih prodora. U tom vremenu Žumberak je postao veoma nesigurno područje, napušten i zarastao u gustu šumu.

## Seobe

### Priprema žumberačkog područja za naseljavanje
Još prije dolaska Ferdinanda I. Habsburškog na hrvatsko-ugarsko prijestolje, prostor Žumberka postaje privlačan brojnim vlastelinima kao područje relativno sigurno od osmanlijskih napada. Zbog toga se još na početku 16. stoljeća planira suradnja s vlastima Štajerske, Kranjske i Koroške u obrani od Osmanlija. Jedan od primjera toga jest pogodba između Marka iz Klisa s jedne i državnim odborima ovih triju regija s druge strane o suradnji po tome pitanju, sklopljena 25. 4. 1512. Nakon što Habsburgovci dolaze na prijestolje prostor Žumberka se počinje detaljnije pripremati za dolazak uskoka. Naseljavanje Žumberka bilo je podjeljeno u pet većih seobi. Jedan od ključnih osoba tijekom ovih seobi bio je i Ivan Kobasić, vlastelin iz okolice Bihaća, koji je 13. 1. 1536. godine od Nikole Semenića preuzeo vlastelinstvo Žumberka, u svrhu naseljavanja uskoka na te prostore. 

### Prva uskočka seoba (rujan 1530.)
U jesen 1530. godine iz Bosne u Žumberak dolazi prva skupina Uskoka koji se nazivaju Vlasima. Prije dolaska na austrijsku stranu spomenuti su Vlasi živjeli u široj okolici Glamoča (Bosna). Grupu od pedesetak obitelji predvodio je u preseljenju sin glamočkog vojvode Vladislava Stipkovića. Već tada, prije prelaska na slobodno područje, dokumenti onog vremena bilježe njihovu hrabrost i pouzdanost. Mjesto okupljanja kršćana koji su s bosanskog područja prelazili u slobodne krajeve bio je Bihać. Jedan dio ovih Uskoka naselio je Ivan Kobasić tijekom rujna iste godine (1530.) na području Pećna i Grabra u jugoistočnom dijelu Žumberka. Drugi dio naselio je oko grada Žumberka. Neki su pak ušli u sam Stari grad Žumberak (Sichelburg). Tijekom ove seobe naseljena su, u manjoj mjeri sela: Sošice i Mrzlo Polje. Turci su više puta pokušali odvratiti Uskoke od prelaska u slobodne krajeve nudeći im još veće povlastice ako ostanu pod njihovom vlašću. O takvim turskim aktivnostima svjedočio je i Nikola Jurišić – zemaljski glavar u Kranjskoj.

### Druga uskočka seoba (lipanj 1531.)
Nakon prvog vala naseljavanja, u lipnju sljedeće godine (1531.) u Žumberak dolazi nova skupina od približno tisuću Uskoka. Ovi su Uskoci pred Bihać pristigli iz porječja rijeke Cetine u Dalmatinskoj zagori. Sa sobom su doveli oko 15.000 glava razne stoke. Kranjski su staleži predlagali 17.7. 1531. da se ovi Uskoci nasele u okolici gradova Poljana, u blizini Kupe u jugoistočnom pravcu od Kočevja, no oni su ipak naseljeni na područje Žumberka. Nakon ove seobe kralj Ferdinand I. 1535. uskočkim vojvodama Resanu Šišmanoviću i Jurju Radivojeviću udjeljuje plemstvo, poklanja im zemlju, te ih oslobađa od poreza za sljedećih 20 godina. 

### Treća uskočka seoba (listopad 1538.)
Treću uskočku seobu u proljeće 1538. pripremali su uskočki vojvode Vuk Popović i Juraj Radivojević. Oni su se i ranije pokazali kao sposobni organizatori u preseljenju stanovništva. Konačno, seoba je provedena u listopadu nakon što je prije toga 5.9. iste godine kralj u gradu Linzu izdao diplomu za Uskoke. Ovi Uskoci doselili su iz Bosne i bilo ih je tri do četiri stotine, a na hrvatsku stranu prešli su kao i prethodne grupe - kod Bihaća. Nakon ove seobe plemstvo je udjeljeno i vojvodi Ivanu Čolniću.

### Četvrta uskočka seoba (kolovoz 1539.)
O ovoj seobi nema detaljnijih podataka. Zna se samo da je provedena u kolovozu 1539. godine, te da su ovi Uskoci u žumberačke krajeve došli također iz porječja rijeke Cetine u Dalmaciji. Nekoliko desetljeća nakon ove seobe, 1.3.1551. napravljen je i prvi popis žumberačkih uskoka, koji su tada bili pod kapetanom Ivanom Lenkovićem. Na popisu je navedeno 315 uskoka sposobnih za ratovanje, a među njima i vojvode Daja i Radosav Vuković, Pavao Klisurić, Stjepan i Dragiša Vrinčić, Radman Vučetić, Novak Nikolić, Šime Vrajković, Nikola Ivanović, Radonja Bastašić, Šobat Popović i Vraneš Badovinac. U drugom popisu načinjenom 7.7.1556. spominju se Dragić Valiverović i Ravko Ratković. Plemstvo dobivaju Vraneša Badovinac, Radonja Bastašić i Radić Vignjević (23.11.1567.), te Juraj Batalović, Ivan Heraković, Vujica Marinković, Vukac Višošević i Radman Vučetić (5.8.1569.)

### Peta uskočka seoba (1617. – 1620.)
Ova uskočka seoba razlikuje se značajno od prethodne četiri jer nije unaprijed bila planirana, već se odvila kao posljedica Uskočkoga rata (1615. – 1617/18.), koji se vodio između Habsburške monarhije i Mletačke Republike, a započet je pretežito radi mletačkog nezadovoljstva zbog gusarske djelatnosti Senjskih uskoka. Nakon Mira u Parizu sklopljenog 6.9. 1617., a potvrđenog 26.9. iste godine u Madridu, Austrija se obavezala da će protjerati uskoke iz Senja. Uskoci su tako protjerani na područje Brinja, Otočca, Istre i manji dio njih moguće na prostor Žumberka, o čemu ne postoje zapisi. Raseljavanje senjskih uskoka trajalo je od kraja 1617. pa do sve do 1620. godine, zbog toga što bi se brojni protjerani uskoci vraćali u Senj nakon što bi bili protjerani. Tome svjedoči i nalog Ferdinanda II. iz 5. 5. 1620. upućen hrvatskom generalu Gotfridu Stadelu "da u smislu sklopljenoga ugovora sa Mlečani iztjerane Uskoke odmah odpremi iz Senja". 

## Vojna djelatnost

### Osnivanje žumberačke kapetanije
Godine 1540. car Ferdinand I. Habsburški osniva na području Žumberačkog gorja Žumberačku kapetaniju, sa središtem u Starom gradu Žumberku, koja je ušla u sastav Karlovačkog generalata koji je bio dio vojne krajine. Time službeno počinje vojna djelatnost žumberačkih uskoka koji su kao krajišnici uživali porezne olakšice i plaću koja je iznosila prosječno četiri forinte. Žumberački su se uskoci tako iskazali u brojnim vojnim pothvatima i bitkama. 

### Obrana Zagreba
Nakon što je godine 1545. zbog poraza hrvatskih četa kod Zlatara i Konjščine pod banom Nikolom Zrinskim i varaždinskim generalom Jurjem Wildensteinom, Zagrebu zaprijetila velika opasnost od napada turskog vojskovođe Ulan bega iz Požeškog sandžaka, glavni grad je na molbu od gradskog suca Josipa Bogdana dobio četu žumberačkh uskoka. Kao profesionalni vojnici žumberački uskoci branili su zidine tadašnjeg Griča i Kaptola od prodora turskog osvajača. 

### Bitka kod sv. Helene
Bitka kod Svete Helene, dogodila se 19. kolovoza 1557. godine. Tih dana hrvatski je ban bio bolestan, što su Osmanlije odlučile iskoristiti, te je tako Ferhad beg skupio vojsku od 4000 ljudi i krenuo dolinom rijeke Lonje prema Zagorju. Kod Svete Helene blizu Rakovca dočekao ga je žumberački uskočki kapetan Ivan Lenković, kome su se pridružili Ivan Alapić i Ladislav Kerečenj. Hrvatska vojska u toj bitci brojala je svega oko 1000 konjanika i pješaka koji su iznenadnim jurišom razbili neprijateljsku vojsku. Ferhad beg izgubio je sav do tada opljačkan plijen i polovicu svoje vojske te bijegom jedva spasio živu glavu.

### Bitka kod sv. Jane
Usmena predaja žumberačkih uskoka sačuvala je uspomenu na bitku kod Svete Jane koja se odvila 1592. Te godine je Hasan Paša Predojević haračio sa svojim turskim vojnicima po jaskanskom i okićkom kraju. Pljačke i palež sela te odvođenje naroda u roblje izazvalo je strah kod lokalnog stanovništva.  Zbog najgorih pustošenja Žumberački Uskoci odlučili su udariti po neprijatelju kako bi zaštitili stanovništvo toga područja, te je osmišljen plan. Pokraj starog grada Turnja kod Svete Jane Uskoci su uz pomoć lokalnog stanovništva od kamenja i pruća izgradili veliku branu za potok Volavčica te su na taj način stvorili umjetno jezero. Kako se grad Turanj nalazi u klancu okružen brdima, Uskoci su okolne šume postavili svoje postrojbe, te se pritajili.  U isto vrijeme Uskoci su poslali svoje izviđače kao mamac Turcima.  Cilj je bio namamiti tursku vojsku u zamku kod Turnja gdje se nalazila većina uskočke vojske i narod iz okolnih svetojanskih sela. Izviđači su uspješno obavili svoj posao i Turci su, ništa ne sluteći, krenuli u potjeru za malom skupinom Uskoka prema Svetoj Jani. Kada se turska vojska predvođena akindžijama približila Turnju Uskoci su presjekli užad koje su držale brane i ogromni val vode potoka Volavčice potopio je Turke. Tada su na ostatak turske vojske krenuli Uskoci iz šume te ih u potpunosti porazili. Tom prilikom zarobljen je akinđijski zapovjednik Musafa, kojeg su Uskoci odveli prema Žumberku i kod sela Višoševići okovali u jednu drvenu kladu pa tako se i danas taj dio zove “Mustafina klada”. Okovani turski zapovjednik poslužio je kao primjer kako završavaju oni koji napadaju jaskansko i žumberačko područje.

### Bitka kod Siska
Bitka kod Siska jedna je od važnih bitaka za tijek protuosmanskih ratova, a u njoj su ključnu ulogu odigrali žumberački uskoci. Dana 15. lipnja 1593. Turci su podigli veliki tabor u blizini Siska i počeli planirati strategiju napada na ovu utvrdu, važnu za obranu Hrvatske, ali i ostalih krajeva Habsburške monarhije. U međuvremenu u Sisak pristižu vojne snage Štajerske, Koruške, Kranjske, ali i njemačkih zemalja, čiji je glavni zapovjednik bio Ruprecht Eggenberg. Hrvatske snage predvodili su ban Tomo Bakač Erdody, Stjepan Grasswein (zapovjednik Slavonske krajine), i Andrija Auersperg (zapovjednik Karlovačke krajine). Treća i najpoznatija opsada Siska odigrala se 22.lipnja 1593. godine. Siguran u brzu pobjedu Hasan-paša Predojević je za mjesto sudbonosne bitke odabrao područje utoka Odre u Kupu te utoka Kupe u Savu, te se tako prostor sisačkog naselja našao između dvije bojišnice. Most na Kupi pri njezinom ušću u Savu bio je jedini prolaz turske vojske. Sama bitka trajala je kratko i odvijala se vrlo brzo. Najprije su čete bana Tome Erdodyja napale Osmanlije uz ušće rijeke Odre, te je zatim general Auersperg udario u središnji dio turskih trupa, nakon čega oni počinju uzmicati prema mostu. Ubrzo zauzevši i most, kršćanske snage (među njima i žumberački uskoci) presjekle su Turcima jedini prolaz te ih natjerale u bijeg preko nabujale Kupe. Vidjevši kako se situacija razvija, posada sisačke utvrde izlazi iz nje i zadaje smrtonosan udarac u leđa turskoj vojsci. Većina turskih vojnika, kao i sam Hasan-paša Predojević, utopila se u Kupi pri pokušaju bijega. Ovaj težak poraz ozbiljno je uzdrmao snagu turske vojske. Nakon nekoliko stoljeća uzastopnih pobjeda kojim su Turci napredovali prema srcu Europe prvi puta su doživjeli kolaps. U bitci su sudjelovali žumberački kapetan grof Petar Erdody, knez Radul Daja Vuković i uskočki vojvode Vraneš Latinčić, Ivan Čučić, Vojo Garapić, Mikula Rapljenović, Vujica Popović i Miloš Grubačević. Od 4000 tisuće vojnika kršćanske vojske kod Siska bilo je i 500 žumberačkih Uskoka. Turska vojska u ovoj bitci brojala je oko 18000 vojnika. U junačkom boju kod Siska poginulo je oko 40 Žumberčana tijekom zauzimanja mosta na Kupi, što je bio njihov strateški cilj, koji je omogućio pobjedu kršćanske vojske u ovoj bitci.

### Tridesetogodišnji rat
Poznato je kako su žumberački uskoci sudjelovali i u Tridesetogodišnjem ratu (1618. – 1648.) pod vodstvom žumberačkog kapetana Petra Zrinskog, no o tome nema mnogo podataka. Prema izvorima Zrinski je upravljao sa šest satnija žumberačkih uskoka, koji su pretežito sudjelovali u zadnjim godinama rata (1647/48.), gdje su se istaknuli na njemačkom i češkom bojištu.

### Bitka kod Slunja
Nakon povratka iz Tridesetogodišnjeg rata, 1649. godine, Petar Zrinski se sa svojom vojskom žumberačkih uskoka sukobio s Osmanlijama kod grada Slunja.

## Uređenje i povijest žumberačke kapetanije

### Središte kapetanije
Prvotno središte žumberačke kapetanije bio je Stari grad Žumberak, kojeg je još ranije otkupio vlastelin Ivan Kobasić u te svrhe. Nakon njegove smrti od njegove udovice Margarete, grad je 1534. otkupio Ivan Pulcher. Nakon toga središte žumberačke kapetanije premješteno je nakratko u grad Kostanjevicu u Kranjskoj, no vrlo brzo nakon toga Stari grad je ponovo otkupljen, te se vraća u ruke Uskoka. S obzirom na to da se Stari grad s vremenom pokazao nedostatnim za potrebe Uskoka, potkraj 16. stoljeća kapetan Ivan Lenković na obližnjem brdu (u Podžumberku) gradi Novi grad.  Uz prostorije za smještaj vojnika i zapovjedništva, u ovom novom središtu kapetanije nalazio se i zatvor, staje, te spremište za vojnu opremu. Pokraj Novog grada nalazila se i kovačnica za izradu oružja. Unatoč preseljenju zapovjedništva u Podžumberak vojne vlasti u Grazu tj. Ratni savjet namjeravao je u Kostanjevici osnovati glavni opskrbni centar za Vojnu krajinu, ali je tu ulogu neočekivano preuzelo Novo Mesto koje od tada bilježi ekonomski rast. Iz Novog Mesta su se umjesto iz Kostanjevice dalje opskrbljivale vojne utvrde na granici prema Turcima, uključujući i Novi grad Žumberak, tijekom 16. stoljeća i u prvoj polovici 17. stoljeća. Kostanjevica je bilo mjesto gdje su Uskoci zakupljivali posjede kao vojni veterani. Mjesto Kostanjevica bilo je zato tijekom povijesti izravno cestovno povezano s većim žumberačkim središtima Sošicama i Kaljem. Novi grad Žumberak stradao je u požaru 1793. godine, te od tada više nije obnavljan. Novo središte žumberačke kapetanije nikad nije izgrađeno jer ona, kao i ostatak vojne krajine, u 19. stoljeću gubi na svome značaju.

### Ratna zastava žumberačkih uskoka
Žumberački uskoci imali su i svoju vlastitu ratnu zastavu koja je, prema opisu dr. Janka Šimraka bila "crvene boje sa srebrnim križem u sredini, u kutu se nalazila kneževska kapa i dva bodeža, a ispod je stajao natpis Vincere aut mori (Pobjedi ili umri)". Zastava je izgorjela u požaru u Novom gradu (1793.), ali je opis uskočkog ratnog barjaka ostao sačuvan.

### 18. stoljeće
Žumberačka je kapetanija od 1746. godine podijeljena u dvije cjeline (satnije), tzv. kumpanije: Oštrčku i Žumberačku, koje su bile u sastavu četvrte graničarske ili slunjske regimente (pukovnije). Jedanaesta kumpanija zvala se oštrčka (Ostercer Kompagnie Nro. 11), a dvanaesta Žumberačka (Sishelburger Kompagnie Nro. 12). Sjedište Oštrčke kumpanije bilo je u Kostanjevcu, a Žumberačke na početku u Siječevcu, a poslije u Kalju. Kekići i sva sela na istoku spadala su pod dvanaestu kumpaniju, a sela od Kekića prema zapadu pod jedanaestu kumpaniju. U sjedištu svake svake kumpanije podignute su stambene prostorije i ostale potrebite vojničke zgrade. Tu je bila kapetanija, stan za upravnog časnika, stan za doktora, kancelarija sa stražarnom, kasa, magazin za vojničku manduru, velika samo od stijena natkrivena zgrada u kojoj su vojnici vježbali za nepogodna vremena. Doktorski stan u 11. kumpaniji nije bio u njezinom sjedištu (Kostanjevcu), nego na Oštrcu u Čolnićevom dvoru (u današnjem župnom dvoru). Da bi se što bolje održali red i disciplina u kumpanijama, te da bi se žiteljstvo što bolje uspjelo nadzirati, u svakoj su kumpaniji bile još dvije oficirske štacije. U 11. Kumpaniji bila je jedna u Sošicama, a druga u Malincima (na Dvoru). U 12. kumpaniji bila je jedna u Mrzlom Polju, a druga u Kupčini. Tu je prebivao lajtnant (Leutnant, potporučnik) ili oberlajtnant (Oberleutnant, poručnik). Na Budinjačkom polju bilo je uskočko vojničko vježbalište 11. i 12. kumpanije. Na brijegu Siljevcu palili su za turskih vremena vituljače kojima se vide još i sada tragovi. Vatra je bila znak da prijeti turska opasnost. Uz graničare (Uskoke) na državnoj zemlji, postojala su još neko vrijeme i manja vlastelinstva u Kostanjevcu, Sošicama, Oštrcu i Kupčini. Do 1787. i njih je otkupila vojna uprava pa je gotovo cijeli Žumberak postao vojnim područjem.

### 19. stoljeće
Kratko postojanje Ilirskih provincija, u čiji sastav je ušao i Žumberak, nije ostavilo većeg traga (1809. – 1813.). U 19. stoljeću vojna krajina postepeno gubi na svome značaju, pa tako i žumberačka kapetanija s uskocima. Kapetanija je službeno ukinuta 1871. godine, makar je priključena Banskoj Hrvatskoj tek 1881. godine. Za priključenje Žumberka Banskoj Hrvatskoj značajno su se zalagali brojni žumberački uskoci odnosno njihovi potomci, među kojima je bio i Nikola Badovinac, zagrebački gradonačelnik (1885. – 1889.) i hrvatski političar, s obzirom na to da je postojala opasnost da se nakon ukinuća vojne krajine Žumberak pripoji tadašnjoj austrijskoj regiji Kranjskoj. Nakon ukinuća vojne krajine Žumberak bilježi veliki gospodarski pad, što je utjecalo na to da se veliki broj ljudi iz toga kraja iseli.

## Žumberački kapetani
Nakon osnivanja žumberačke kapetanije 1540. godine žumberačkim uskocima počinju upravljati kapetani poslani od strane austrijskih vlasti. Osim kapetana u narodu su se birali i uskočki kneževi i vojvode koji su vršili ostale dužnosti i pomagali samom kapetanu. Od njenog osnivanja žumberačkom kapetanijom su upravljali sljedeći kapetani:
- Bartol Raunach iz Ravenne (15. 10. 1540.-?)
- Ivan Vernek (? - ?)
- Ivan Lenković (12.5.1546. – 1557.)
- Gašpar Rab (1565. - ?)
- Ivan Auersperg (1578.-?)
- Franjo Ugnand (1570. - ?)
- Vuk Engelbert Auersperg (1580. - ?)
- Petar III. Erdödy (1584. – 1597.)
- Kristof Obričan (1597. – 1601.)
- Nikola Gregorijanac (1601. – 1609.), rođeni brat Šenoina junaka Pavla Gregorijanca
- Kristof Obričan (1609. - ?)  - po drugi put
- Petar Erdödy (1609. - ?) - po drugi put
- Ernest Paradajzer (1612. - ?)
- Juraj Vivo (1616. – 1620.) - ubijen od uskoka
- Ernest Paradajzer (1622. - ?) po drugi put
- Rudolf Paradajzer (1627. - ?)
- ban Petar Zrinski (1647. – 1659.)
- Juraj Frankopan Tržački (1659. – 1661.)
- Ivan Ernest Paradajzer (1661. – 1687.)
- Grof Ferdinand Herberstein (oko 1690. - ?)
- Ivan Vilim Kušlan (1691. – 1711)
- barun Posarelli (1714. - ?)
- Ernest Kullmer (1727. - ?)
- Benvenuto Petazzi (1737. - ?)

Nakon B. Petazzija nije poznato tko su bili kapetani žumberačke kapetanije, vjerojatno zato što ona gubi na svome značaju. Vojna krajina ukinuta je 1871. godine. Osmansko carstvo više nije predstavljalo opasnost, pa je došlo do potpune reforme austro-ugarske vojske.

## Uskočke obitelji Žumberka
Cjeloviti popis uskočkih obitelji još uvijek nije načinjen, međutim neke od njih obrađene su u ranijim radovima različitih autora. Određivanje obitelji s područja Žumberka koje su uskočke i razlikovanje istih od ostalih žumberačkih obitelji može se raditi na više načina. Konkretno, neki od tih načina su preko usmene predaje u obitelji, onomastičkom analizom prezimena i dr. Možemo pretpostaviti da je velika većina obitelji grkokatoličke vjeroispovijesti s područja Žumberka uskočkog podrijetla, te su te obitelji najvjerojatnije doselile kroz prve četiri seobe uskoka u Žumberak. Uskočke obitelji na Žumberku koje su rimokatoličke vjeroispovijesti većinom su doselile na prostore Žumberka tijekom zadnje seobe (1617. – 1620.), te ih je moguće odrediti samo onomastičkom analizom prezimena ili s obzirom na obiteljske usmene predaje. Neka od uskočkih (doseljeničkih) prezimena s područja Žumberka su:
Badovinac, Balaban, Baron, Bastašić, Belanić, Bukvić, Beg, Bekavac, Bezjak, Bogdašić, Bogović, Bukovac, Cvitković, Čorak, Dančulović, Delišimunović (Radojčić), Domitrović, Draganić, Drmić, Dučić, Đurašević, Đurman, Ferenčić, Glavnik, Goleš, Grgetić, Grubač, Herak/Heraković, Hodnik, Hranilović, Ivančić, Janković, Kojčin, Kokot, Kordić, Koren, Kovačić, Krivoglavac, Lalatović, Maletić, Maršić, Martić, Oliverović, Petretić, Petković, Penić, Pilatovac, Predojević, Prelućan/Prelućanin, Pribanjac, Radelja, Relić, Rađenović, Rajaković, Radovanović, Romanović, Selak, Sjeverović, Skok, Smičiklas, Stanišić, Stijić, Strujić, Šimrak, Šinković, Šišmanović, Šobatović, Taraš, Tomas, Tudor, Vignjević, Vranješ, Vrs, Vlahović, Vlašić, Vuknić, Vuksan/Vuksanović, Zadro, Zoretić, Žamarija, Župan i dr.

## Naslijeđe
Na očuvanju kulturne baštine žumberačkih uskoka danas aktivno radi Udruga Žumberački uskoci" (stari naziv: "Udruga Uskok-Sošice"), sa sjedištem u žumberačkom selu Sošice. Udruga se bavi i organiziranjem Žumberačkih-uskočkih susreta, te obilježavanjem važnih obljetnica za povijest žumberačkih uskoka. Osim ove udruge, zaštitom žumberačke uskočke baštine bave se i KUD “Marko Vukasović”, KUD "Žumberčani", Udruga "Mrzlo polje Žumberačko" i Udruga "Žumberačke vile", te slovenske organizacije KUD "Žumberak" i KUD "Žumberčana i prijatelja Žumberka".

## Vanjske poveznice
- http://uskok-sosice.hr/povijesne-crtice/
- https://www.zumberacki-vikarijat.com/zumberacka-povijest/